# Levi García
Levi Samuel García (Santa Flora, 20 novembre 1997) è un calciatore trinidadiano, attaccante dello Spartak Mosca e della nazionale trinidadiana.

## Biografia
È fratello di Nathaniel García, anch'egli calciatore professionista.

## Carriera

### Club
Nel corso della preparazione per la stagione 2015-2016, viene assistito dall'ex pallone d'oro Marco Van Basten. Compie il suo debutto da professionista in Eredivisie il 24 gennaio 2016, subentrando a Dabney dos Santos nel 68º minuto di gioco della vittoria per 4-1 contro il Feyenoord. Ciò lo rende all'età di 18 anni e 65 giorni il più giovane calciatore trinidadiano a giocare una partita di campionato per un club europeo, record precedentemente appartenuto all'attaccante dell'Aston Villa Dwight Yorke. Segna la sua prima rete con l'AZ a distanza di una settimana, dopo essere entrato come sostituto al 72' nel successo per 3-0 contro il NEC Nijmegen, divenendo nel frattempo il secondo più giovane marcatore nella storia del club di Alkmaar. Nella sua prima stagione per l'AZ García colleziona nove presenze e una rete, contribuendo al raggiungimento del 4º posto in campionato e della qualificazione ai preliminari di Europa League 2016-2017.

### Nazionale
Ha giocato nelle nazionali giovanili trinidadiane Under-17 ed Under-20; nel 2016 ha esordito in nazionale maggiore, con la quale ha anche partecipato alla CONCACAF Gold Cup nel 2019, nel 2023 e nel 2025.

## Statistiche

### Presenze e reti nei club
Statistiche aggiornate al 12 maggio 2023.
| Stagione          | Squadra            | Campionato        | Campionato | Campionato | Coppe nazionali | Coppe nazionali | Coppe nazionali | Coppe continentali | Coppe continentali | Coppe continentali | Altre coppe | Altre coppe | Altre coppe | Totale | Totale | Totale |
| Stagione          | Squadra            | Comp              | Pres       | Reti       | Comp            | Pres            | Reti            | Comp               | Pres               | Reti               | Comp        | Pres        | Reti        | Pres   | Reti   |        |
| ----------------- | ------------------ | ----------------- | ---------- | ---------- | --------------- | --------------- | --------------- | ------------------ | ------------------ | ------------------ | ----------- | ----------- | ----------- | ------ | ------ | ------ |
| 2015-2016         | AZ Alkmaar         | E                 | 8          | 1          | CO              | 1               | 0               | UEL                | 0                  | 0                  | -           | -           | -           | 9      | 1      |        |
| 2016-2017         | AZ Alkmaar         | E                 | 17+1       | 1          | CO              | 2               | 0               | UEL                | 8                  | 1                  | -           | -           | -           | 28     | 2      |        |
| 2017-gen. 2018    | AZ Alkmaar         | E                 | 4          | 0          | CO              | 2               | 1               | -                  | -                  | -                  | -           | -           | -           | 6      | 1      |        |
| Totale AZ Alkmaar | Totale AZ Alkmaar  | Totale AZ Alkmaar | 29+1       | 2          |                 | 5               | 1               |                    | 8                  | 1                  |             | -           | -           | 43     | 4      |        |
| gen.-giu. 2018    | Excelsior          | E                 | 15         | 1          | CO              | 0               | 0               | -                  | -                  | -                  | -           | -           | -           | 15     | 1      |        |
| 2018-2019         | Ironi K. Shmona    | Lh                | 13+7       | 1+2        | CI              | 2               | 0               | -                  | -                  | -                  | -           | -           | -           | 22     | 3      |        |
| 2019-2020         | Beitar Gerusalemme | Lh                | 22+8       | 4+1        | CI              | 3               | 1               | -                  | -                  | -                  | -           | -           | -           | 33     | 6      |        |
| 2020-2021         | AEK Atene          | SLE               | 19+7       | 4+1        | CG              | 5               | 1               | UEL                | 4                  | 0                  | -           | -           | -           | 35     | 6      |        |
| 2021-2022         | AEK Atene          | SLE               | 23+10      | 4+3        | CG              | 4               | 1               | UECL               | 2                  | 0                  | -           | -           | -           | 39     | 8      |        |
| 2022-2023         | AEK Atene          | SLE               | 23+8       | 11+3       | CG              | 6               | 4               | -                  | -                  | -                  | -           | -           | -           | 37     | 18     |        |
| Toatale AEK Atene | Toatale AEK Atene  | Toatale AEK Atene | 65+25      | 19+7       |                 | 15              | 6               |                    | 6                  | 0                  |             | -           | -           | 111    | 32     |        |
| Totale carriera   | Totale carriera    | Totale carriera   | 185        | 37         |                 | 25              | 8               |                    | 14                 | 1                  |             | -           | -           | 224    | 46     |        |

## Palmarès

### Club

#### Competizioni nazionali
- Campionato greco: 1

AEK Atene: 2022-2023
- Coppa di Grecia: 1

AEK Atene: 2022-2023